# Вірність (роман)
Вірність (англ. Allegiance) — науково-фантастичний роман американського письменника Тімоті Зана. Роман вийшов 2007 року у видавництві Del Rey Books. Дія роману відбувається у фантастичному всесвіті Зоряних війн в 1 році ПБЯ.

## Сюжет
Події відбуваються через шість місяців після битви при Явині. У романі розвиваються три паралельні сюжетні лінії які до кінця твору переплітаються.
П'ятеро імперських штурмовиків, що служили на «Зоряному руйнівнику», почали сумніватися у своїй службі після того, як були змушені брати участь у різані невинних на планеті Теардроп. На планеті знаходилася невелика повстанська база, але евакуювалась лише за кілька хвилин до прибуття штурмовиків. Працівники Імперського Бюро Безпеки наказали знищити місцеве невинне населення. П'ятьом незгідним штурмовикам вдалося втекти від імперців. Вони допомогли деяким місцевим врятуватися від розправи. Згодом дезертири приєдналися до піратського угрупування Bloodcars, що працювало в секторі Шелша.
Принцеса Лея вирушила до сектора Шелша для зустрічі з трьома місцевими лідерами Повстання. Люк, Хан і Чубакка її супроводжують. Вони розслідують напади на канали постачання повстанців. Губернатор сектору Шелша збирається оголосити незалежність і приєднатися до повстання.
Мара Джейд розслідує корупцію імперських мофів та викрадення цінних творів мистецтва. Розслідування привело її до сектору Шелша.

## Сприйняття
Девід Меддокс на сайті SF Site написав, що «хоча історія про піратів і корумпованих членів королівської сім’ї здається досить пласкою, фанати посміхнуться, побачивши класичних персонажів такими, якими вони були вперше представлені 30 років тому». У огляді на Publishers Weekly зазначено, що «цей епізод порадує шанувальників, які цікавляться подіями між першим і другим фільмами оригінальної трилогії «Зоряних воєн».